# NGC 4273
NGC 4273 is een balkspiraalstelsel in het sterrenbeeld Maagd. Het hemelobject werd op 13 maart 1786 ontdekt door de Duits-Britse astronoom William Herschel.

## Synoniemen
- UGC 7380
- MCG 1-32-8
- ZWG 42.28
- VCC 382
- IRAS 12173+0537
- PGC 39738